# Castello di Cervo
Il castello dei Clavesana è stato un edificio difensivo di Cervo, in provincia di Imperia, ubicato sul punto più in alto del centro storico in piazza al Castello.

## Storia e descrizione
L'edificio nasce principalmente come chiesa fortificata, dedicata a santa Caterina d'Alessandria, sul colle più alto del borgo cervese. Solo successivamente, attorno al XIII secolo, i marchesi di Clavesana, signori del territorio, ne fecero il loro castello-palazzo marchesale inglobando nella costruzione un antecedente torre in stile romanico.
Nella sua storia fu adibito ai più diversi usi: oltre ad oratorio, i locali sottostanti ospitarono l'ospedale voluto dai Cavalieri di Rodi che fu intitolato a sant'Antonio abate. Oggi le sale del primo piano sono sede del museo etnografico del Ponente Ligure, nonché sede del locale ufficio di informazioni turistiche, mentre il piano superiore è dedicato a mostre d'arte durante il periodo estivo.
L'edificio è stato costruito interamente in pietra con pianta rettangolare e completato con le quattro torri agli spigoli della struttura.